# 神成王后
神成王后（신성왕후；?—?），金氏，是高丽太祖王建的王后之一，新羅王金傅的堂妹，父親是新羅宗室角干金億廉。高麗建立後，前新羅王金傅派人請降，王建厚待使者。使者回報金傅：「新羅王將國家給與寡人，寡人希望與新羅宗室結姻親，以締結甥舅之好。」金傅後來又遣使回應：「我的伯父金億廉有個女兒，她德行、容貌雙全，適合行宮廷內政。」高丽太祖就娶了她。
神成太后後來生下高麗安宗王郁。高麗顯宗即位後，追謚神成王太后，陵為貞陵。

## 家族
- 夫：高丽太祖王建
  - 子：高麗安宗王